# Like Me
Like Me (v originále קבלו אותי) je izraelský dramatický film z roku 2022, který režíroval Eyal Kantor. Film měl izraelskou premiéru na festivalu gay filmů TLVFest v Tel Avivu dne 29. října 2022.

## Děj
Tom je středoškolák, který právě oslavil 18. narozeniny. Chodí do divadelní třídy a přivydělává si rozvozem pizzy. Jeho vztah s otcem je napjatý a ten ho požádá, aby si do dvou týdnů našel nové bydlení. Tom se mezitím ocitne v komplikovaném vztahu se starším módním fotografem, zatímco je tajně zamilovaný do svého blízkého kamaráda Gilada.

## Obsazení
| Yoav Keren       | Tom        |
| Mendi Barsheshet | Gilad      |
| Gal Amitai       | Rami       |
| Danny Geva       | Tomův otec |
| Roni Nadler      |            |
| Amor Hadaria     |            |
| Atalya Zehavi    |            |
| Itamar Malul     |            |
| Esti Zakheim     |            |
| Oded Menaster    |            |

## Ceny a uvedení na festivalech
- Ofirova cena: nominace
- Mezinárodní filmový festival Guadalajara v Mexiku: nominace na cenu Premio Maguey
- Filmový festival Out-Sout LGBT v Durhamu v Anglii
- Festival gay filmů TLVFest v Tel Avivu
- Out-Shine Film Festival ve Fort Lauderdale